# Benvenuto Mareni da Recanati
Beato Benvenuto Mareni (Recanati, ... – Recanati, 5 maggio 1269) è stato un religioso italiano.
È venerato come beato dalla Chiesa cattolica.

## Biografia
Della vita di Benvenuto Mareni da Recanati si sa molto poco. Nacque, visse e morì a Recanati, nelle Marche, dove entrò come laico nella Famiglia francescana. Il voto dell'ubbidienza al quale si era legato lo portò a rivestire il ruolo di cuoco nel convento di San Francesco. Di lui si narra che fosse particolarmente dedito alla preghiera e che in una delle sue frequenti meditazioni ebbe la gioia di accogliere fra le sue braccia Gesù Bambino. Morì il 5 maggio 1269.

## Culto
Il corpo è sepolto a Recanati nella Chiesa di San Francesco. La sua beatificazione fu riconosciuta da papa Pio VII. È venerato il 5 maggio.